# Ilter Ayyildiz
Ilter Ayyildiz (* 31. Juli 1992 in Wien) ist ein österreichischer Fußballspieler.

## Karriere
Ayyildiz begann seine Karriere bei der Union Mauer. 2002 wechselte er zum FC Admira Wacker Mödling, wo er auch in der Akademie spielte. 2009 wechselte er zur SV Schwechat. Bei den Schwechatern kam er im März 2011 zu seinem Regionalligadebüt, als er am 18. Spieltag der Saison 2010/11 gegen den SC-ESV Parndorf 1919 eingewechselt wurde. Insgesamt kam er in der Saison 2010/11 auf sechs Einsätze in der Regionalliga.
In der zweiten Hälfte der Saison 2011/12 wurde Ayyildiz langsam zum Stammspieler. Am 23. Spieltag konnte er gegen den SC Columbia Floridsdorf seinen ersten Treffer in der Regionalliga erzielen. Zur Saison 2013/14 wechselte er zu den Amateuren des FC Admira Wacker Mödling. Im Mai 2014 stand er erstmals im Bundesligakader.
Im Sommer 2014 wurde er an den Zweitligisten SV Horn verliehen. Für Horn debütierte er am ersten Spieltag der Saison 2014/15 in der zweiten Liga, als er gegen den SKN St. Pölten in der 75. Minute für Marcel Toth eingewechselt wurde. Zu Saisonende musste Horn in die Regionalliga absteigen und Ayyildiz kehrte nach 33 Ligaspielen für die Waldviertler zur Admira zurück.
Bei der Admira kam Ayyildiz zunächst wieder für die Amateure in der Regionalliga zum Einsatz. Nachdem er dort in vier Spielen drei Tore erzielen konnte, debütierte er im Dezember 2015 am 18. Spieltag der Saison 2015/16 gegen den SK Rapid Wien in der Bundesliga, als er in der 82. Minute von Trainer Ernst Baumeister für Srđan Spiridonović ins Spiel gebracht wurde. Im Februar 2016 gab er am 24. Spieltag beim 2:1-Sieg gegen den SCR Altach sein Startelfdebüt. In jenem Spiel konnte er seinen ersten Bundesligatreffer erzielen, als er in Minute 61 zum zwischenzeitlichen 1:1 traf. Zu Saisonende hatte er zehn Einsätze und einen Treffer in der Bundesliga zu verbuchen.
Im Juli 2016 gab Ayyildiz sein internationales Debüt, als er im Rückspiel der zweiten Runde der Europa-League-Qualifikation gegen den PFK Kəpəz in der 54. Minute für Maximilian Sax eingewechselt wurde.
Nach der Saison 2016/17 verließ er die Admira. Im August 2017 wechselte er in die Türkei zum Drittligisten Amed SK. Nach einem halben Jahr bei Amed wechselte er im Jänner 2018 zum ebenfalls drittklassigen Nazilli Belediyespor. Nachdem er mit dem Verein zu Ende der Saison 2017/18 aus der TFF 2. Lig abgestiegen war, wechselte er zur Saison 2018/19 zum Drittligisten Kırklarelispor.
Zur Saison 2019/20 wechselte er zum Sarıyer SK. Für Sarıyer kam er zu 23 Drittligaeinsätzen, ehe er den Verein nach dem Abbruch der Drittligasaison nach einer Spielzeit wieder verließ. Daraufhin wechselte er im Oktober 2020 zum ebenfalls drittklassigen Vanspor FK. Bei Vanspor spielte er jedoch keine Rolle und kam nur zu einem Einsatz. Daher wechselte er im Jänner 2021 zum Ligakonkurrenten Bayburt Özel İdarespor. Für Bayburt kam er zu sieben Drittligaeinsätzen, in denen er ein Tor erzielte.
Zur Saison 2021/22 kehrte Ayyildiz nach Österreich zum SV Horn zurück, bei dem er bereits in der Saison 2014/15 leihweise gespielt hatte. Nach einer Spielzeit verließ er die Niederösterreicher nach der Saison 2021/22 nach zwölf Zweitligaeinsätzen wieder. Im Juli 2022 wechselte der Offensivspieler dann wieder in die Türkei, diesmal zum Drittligisten Batman Petrolspor. Für Batman kam er zu 20 Drittligaeinsätzen.
Im September 2023 wechselte er weiter innerhalb der TFF 2. Lig zu Düzcespor. Für Düzcespor absolvierte er zehn Spiele in der dritten Liga, aus der er mit dem Team aber abstieg. Nach der Saison 2023/24 verließ er den Verein daraufhin wieder.